# Изгнание евреев из Испании

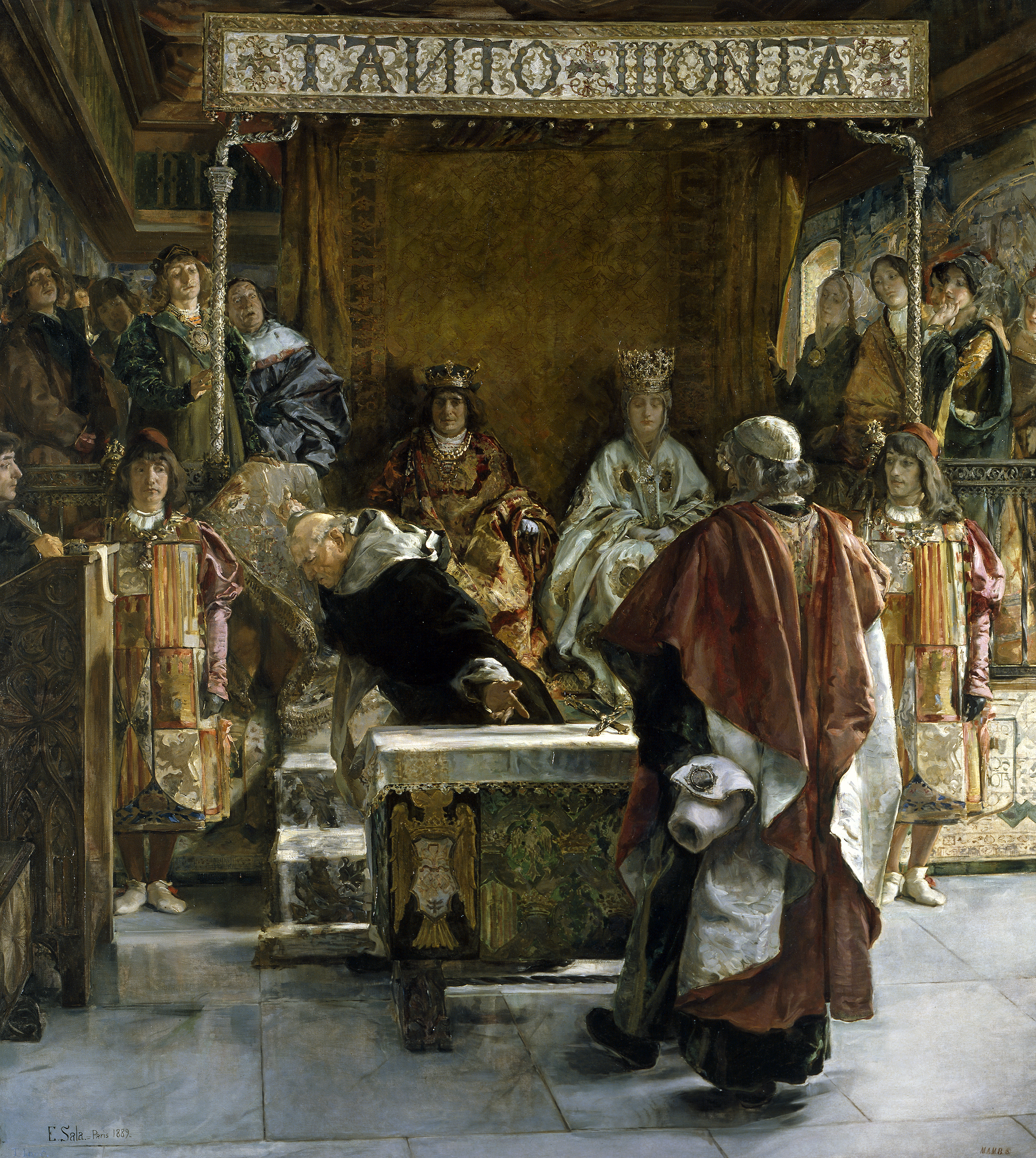
Сала Франсеc. «Изгнание иудеев из Испании».

Изгнание евреев из Испании (исп. Expulsión de los judíos de España, ивр. גזרת ספרד‎) — изгнание евреев из Испании, Сардинии и Сицилии в 1492 году. Предпринято во исполнение эдикта, подписанного правящей королевской четой Фердинанда II Арагонского и Изабеллы Кастильской в гранадской резиденции Альгамбра и известного как Альгамбрский эдикт (Гранадский эдикт, Эдикт об изгнании). Этот указ предписывал всем евреям Испанского королевства в трёхмесячный срок либо креститься, либо покинуть пределы страны; оставшиеся после этого срока объявлялись вне закона.
Евреи бежали в Португалию (где через 4 года история повторилась), оттуда — на север Европы, либо в Италию, Грецию, Османскую империю, страны Северной Африки. Согласно КЕЭ большинство евреев предпочло покинуть страну. По современным подсчётам, покинули страну не более 50 000 евреев, в четыре раза больше приняли католичество и остались в Испании.
Эдикт касался всех последователей иудаизма, независимо от этнической принадлежности. Смысл указа состоял в лишении их защиты закона, то есть делал беззащитными от преступных посягательств и лишал права на законный суд. В таких условиях была невозможна никакая коммерческая и финансовая деятельность, являвшаяся основным занятием испанских евреев.
Указ был формально и символически отменён 16 декабря 1968 года. В 2014 году правительство Испании приняло закон, разрешающий двойное гражданство потомкам евреев. В 2015 году Генеральные кортесы приняли закон, позволяющий потомкам изгнанных в 1492 году евреев получить испанское гражданство, это решение действовало до 1 октября 2019 года.

## Предыстория и причины изгнания
В результате брака наследника Арагонского престола Фернандо и наследницы Кастильского королевства Изабеллы в 1469 в Испании началась активная христианизация. Было решено отвоевать мусульманскую Гранаду, завершая тем самым Реконкисту, и насильственно крестить евреев и мусульман, с тем чтобы превратить Испанию в исключительно католическое королевство. Реализация плана началась с провозглашения Альгамбрского эдикта и последующего преследования крещёных евреев, подозреваемых в тайном исповедовании иудаизма. Инквизиция судила каждого подозреваемого в исполнении иудейских религиозных обрядов. Имущество осуждённых шло на финансирование войны с Гранадой. Для поощрения доносов доносчикам отдавали часть имущества.
В 1483 году главой католической инквизиции стал Томас Торквемада. Архивы инквизиции содержат 49 092 досье, но только 1,9 % из них определяют вину обвиняемого и передают дело светским властям для исполнения смертного приговора. Остальные 98,1 % были либо оправданы, либо получали нефатальное наказание (штраф, покаяние, паломничество).
Несмотря на преследование, еврейская община оставалась сильной (и прежде всего в Кастилии), во-первых, благодаря своим богатствам, нажитым или путём крупных коммерческих операций (банки, крупные ссуды и так далее), или производственной деятельностью, которой занимались массы еврейского населения, и, во-вторых, вследствие участия в органах управления и особенно в органах финансового ведомства (именно это участие и навлекало на евреев недоброжелательное к ним отношение со стороны народа).
Законодательство продолжало защищать евреев против произвола чиновников и частных лиц. Об этом свидетельствуют письмо председателя королевского совета от 1 марта 1479 года, касающееся жалобы еврейской общины Авилы на незаконное требование налогов; распоряжения от 18 сентября 1479 года и от 8 января 1480 года, подтверждающие привилегии евреев того же города, согласно которым воспрещалось брать у евреев в залог дома, одежду и другие объекты, причём евреи освобождались от городских налогов и повинностей; приказ главного капитана эрмандады о предотвращении насилия над евреями Авилы (1480 год), которые часто становились жертвами грабежей и бесчинств; королевское распоряжение от 15 марта 1483 года, защищавшее еврейский квартал от нападений соседей-христиан, разрушавших его ограду; грамота от 16 декабря 1491 года, обеспечивавшая безопасность личную и имущественную, выданная той же общине в связи с избиением камнями одного еврея и опасениями, возникшими у остальных евреев, которые боялись, что их «схватят, изувечат и убьют», и другие документы того же порядка. В то же время евреям Гранады по договору о капитуляции этого города была предоставлена полная религиозная и гражданская свобода.

## Указ о выселении 1492 года

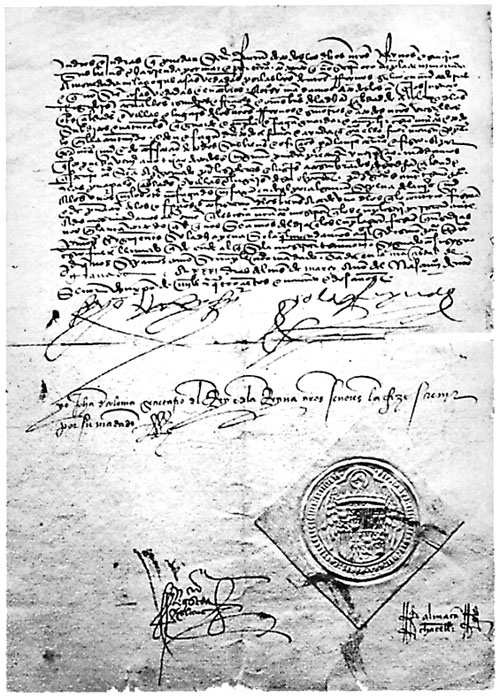
Альгамбрский декрет
(Decreto de la Alhambra)

Однако сразу же после окончания Реконкисты короли обнародовали указ от 31 марта 1492 года об изгнании всех евреев из обоих королевств — Кастилии и Арагона. Указ мотивирует это крайнее решение «великим ущербом для христиан от общения, разговоров и связей с евреями, относительно коих известно, что они всегда стараются всевозможными способами и средствами отвратить верующих христиан от святой католической веры и отдалить их от неё и привлечь и совратить их в свою нечестивую веру», и т. д.
Евреям был дан срок до конца июля, причём им запрещено было не только возвращаться в Испанию, но даже проезжать через испанские земли под страхом смерти и конфискации всего имущества. До истечения этого срока евреи оставались под «защитой и покровительством короля», чтобы они могли «безопасно проходить и продавать и менять и отчуждать всё своё имущество, движимое и недвижимое, и распоряжаться им свободно». Однако все эти гарантии в действительности были малоэффективны. Насильственная продажа часто приносила огромный убыток продавцу, особенно из-за конкуренции, которая должна была возникнуть при почти одновременной продаже имущества всех евреев. А так как к тому же им запрещалось вывозить из Испании «золото, серебро, иную чеканную монету и другие вещи, запрещённые к вывозу законами нашего королевства, кроме товаров, не запрещённых или не приобретённых путём обмена», то ясно, что потери изгнанников были огромны. Но многие из них старались обойти закон, прибегая к денежным переводам за границу, используя свои связи с еврейскими банкирами и купцами различных стран. 14 мая, по просьбе самих изгнанников, опасавшихся насилия, была дана королевская грамота с новыми гарантиями и обнародовано распоряжение о порядке продажи и обмена имущества евреев. До 31 июля всех евреев выселить не удалось, и окончательный срок был продлён до 2 августа.

## Марраны
Ни сам эдикт, ни иные законы тогдашней Испании не предусматривали ни смерти, ни иного наказания за отказ от крещения. Но так как эдикт делал евреев беззащитными от посягательств на их жизнь и имущество, те, кто не захотел уехать, крестились. Тем не менее часть из них тайно продолжала исповедовать иудаизм. Такие евреи назывались марранами. С точки зрения тогдашнего права такие люди были религиозными клятвопреступниками и подлежали суду инквизиции, который мог покарать за это заключением, конфискацией имущества, а рецидивистов — сожжением на костре.
Попытки евреев обманом сохранить свою традиционную веру, притворяясь крещёнными христианами, легко раскрывались, так как соблюдение обрядов иудаизма требовало некоторых очевидных атрибутов — отказа от некошерной пищи, хранения в доме Торы и отказа работать (и вообще что-либо делать) в субботу. Благодаря этим знакам инквизиция успешно выявляла и наказывала клятвопреступников.
Точное число изгнанников, лишённых имущества и вынужденных покинуть страну, в которой их предки жили более 1500 лет, не может быть установлено и оценивается разными историками от 50 тысяч до 150 тысяч и более. Тем не менее, число избравших крещение было велико.
Согласно генетическим исследованиям Лидсского университета, проведённым в 2008 году, 20 % современного населения Испании имеют сефардские еврейские корни по мужской линии (и 11 % имеют арабские и берберские корни).

## В художественной литературе
- Преследование марранов испанской инквизицией лежит в основе сюжета новеллы французского писателя Огюста Вилье де Лилль-Адана «Пытка надеждой» (1888).
- Событиям, связанным с изгнанием евреев из Испании, посвящён очерк английского писателя Рафаэля Сабатини «Торквемада и испанская инквизиция» (1913) и его рассказ «Прекрасная дама. Из истории севильской инквизиции», вошедший в сборник «Ночи Истории» (1917).
- Гонения на евреев в Испании во времена Фердинанда и Изабеллы являются одной из центральных тем приключенческого романа английского писателя Г. Р. Хаггарда «Прекрасная Маргарет» (1907).